# 阿里山當藥
阿里山當藥（学名：Swertia arisanensis），即阿里山獐牙菜，为龍膽科當藥屬下的一个种。一年生草本植物，台灣龍膽科當藥屬五種植物之一，模式標本產地在阿里山，海拔1700公尺。

## 扩展阅读
- 維基物種上的相關：阿里山當藥